# Eastern State Penitentiary

Aufnahme eines Innenraums
der Fotografin Carol M. Highsmith (Archiv in der Library of Congress)

Das Eastern State Penitentiary (deutsch etwa „Östliche Staatsbußanstalt“) ist eine ehemalige Strafanstalt in Philadelphia, im US-Bundesstaat Pennsylvania, die von 1829 bis 1971 als solche genutzt wurde und seit 1994 als Museum dient.

## Geschichte
Bereits 1787 stellte eine Gruppe bekannter Bürger Philadelphias, darunter Benjamin Franklin, erste Überlegungen zum Bau des Gefängnisses an. Konkrete Planungen begannen aber erst 1821. Realisiert wurde der Bau vom englischen Architekten John Haviland von 1822 bis 1829. Am 23. Oktober 1829 nahm die Strafanstalt ihren Betrieb auf.
Um schon von weitem eine abschreckende Wirkung zu erzielen, ist das Gebäude äußerlich einer mittelalterlichen Burg nachempfunden. Zur leichteren Überwachung waren seine zweistöckigen Zellentrakte strahlenförmig um einen Zentralbau angeordnet.
Das Gefängnis wurde nach seinerzeit reformerischen Grundansätzen konstruiert. Deren oberstes Prinzip war es, die Gefangenen von der Außenwelt und voneinander durch Einzelhaft zu isolieren. Daher verfügt jede Zelle über einen ebenfalls durch Mauern abgetrennten Außenbereich. Den Häftlingen war es nicht gestattet, zu arbeiten oder Besuch zu empfangen, außer durch einen Anstaltsseelsorger.
Die Isolationshaft war umstritten: Alexis de Tocqueville, der das Eastern State Penitentiary 1831 besuchte, äußerte sich positiv über die erzieherische Wirkung der Anstalt. Charles Dickens, der das Gefängnis 1842 besuchte, verurteilte das Modell scharf.
Im Laufe seiner 141-jährigen Geschichte als Gefängnis wurde das Gebäude mehrmals umgebaut. Das heutige Museum dokumentiert den Zustand von Zellen aus jeder der unterschiedlichen Phasen. Ein großer Teil des Gebäudes befindet sich noch in baufälligem Zustand.
Im Eastern State Penitentiary haben unter anderem Al Capone und Willie Sutton eingesessen. Al Capones Zelle wurde rekonstruiert und ist zu besichtigen.
Im Juni 1965 erhielt das Gefängnis den Status als National Historic Landmark zuerkannt. Seit dem Oktober 1966 ist es als Bauwerk im National Register of Historic Places verzeichnet.
Derzeit ist die Ausstellung um eine Zelle ergänzt, wie sie in der Militärbasis Guantánamo Bay in Gebrauch ist.
Ursprünglich außerhalb Philadelphias errichtet, hat die Bebauung der Stadt das Gefängnis inzwischen umschlossen. Es befindet sich in der 22nd Street / Fairmount Ave. Das Museum ist von April bis November geöffnet.